# Rhamnella
Rhamnella é um género botânico pertencente à família Rhamnaceae.
1. ↑  «Rhamnella — World Flora Online». www.worldfloraonline.org. Consultado em 19 de agosto de 2020